# أندري دوزيل
أندري دوزيل (بالإنجليزية: Andre Dozzell)‏ (2 مايو 1999 بإبسوتش في المملكة المتحدة - ) هو لاعب كرة قدم بريطاني في مركز الوسط. لعب مع إيبسويتش تاون.

## وصلات خارجية
- أندري دوزيل على موقع الاتحاد الأوربي (الإنجليزية)
- أندري دوزيل على موقع قاعدة بيانات كرة القدم.إي يو (الإنجليزية)
- أندري دوزيل على موقع Soccerbase.com (لاعب) (الإنجليزية)
- أندري دوزيل على موقع Soccerway.com (الإنجليزية)
- أندري دوزيل على موقع عالم كرة القدم.نت (الإنجليزية)